# S-OIL
S-OIL株式会社（エスオイル、朝: 에쓰-오일、英: S-OIL）は、石油製品の精製および販売を行っている韓国の精油会社。

## 概要
SKエナジー（SKイノベーションの子会社）、GSカルテックス、HD現代オイルバンクと並ぶ韓国4大精油企業のひとつ。
製油所セグメント（ガソリンなどの燃料、ナフサなど）、石油化学セグメント（ベンゼン・トルエン・キシレン）、潤滑セグメント（潤滑油基油及び潤滑油）の3つのセグメントで事業を展開している。
本社はソウル特別市永登浦区汝矣島洞に位置していたが、2011年に孔徳駅がある功徳五差路の近くに本社を建設した。精油所は蔚山広域市に立地しており、日量650,000バレルの精製能力を誇る。2009年のFortune Global 500に選出されている。

## 歴史
1976年に双竜洋灰工業とイラン国営石油（NIOC）の合弁会社として設立された。1980年にイラン革命の余波でNIOCは資本撤退を余儀なくされ、双竜洋灰工業がNIOCの株式を取得した。
1991年にサウジアラビアの国営石油会社であるサウジアラムコが資本参加し、双竜グループとの共同経営となる。1999年に双竜グループの株式を自社株買いし、2000年に称号をS-OIL㈱に変更した。2007年に韓進グループが資本参加したが、2015年に韓進グループの株式はアラムコへ売却され、現在ではアラムコが最大株主として経営している。
2008年5月にはフランスの石油メジャートタル社と合弁で、潤滑油の製造・販売会社であるS-Oil Total Lubricants Corporation（STLC）を設立した。2014年には総額1兆4千億ウォンを投入し、蔚山製油所のパラキシレン精製能力を増強し、単一施設としては世界最大規模の精製能力を有する。
S-OILは、韓国取引所 (KRX) 有価証券市場（KOSPI市場）に上場している。

## 主な製品
- S-ガソリン
- S-ガソリンプレミアム
- S-ディーゼル
- クリーン灯油
- エスオイルボーナスカード